# تیچینو ۴۷۱۶۴
سیارک ۴۷۱۶۴ (به انگلیسی: 47164 Ticino، نامگذاری:1999TX13) چهل و هفت هزار و صد و شصت و چهارمین سیارک کشف شده‌است که در ۱۰ اکتبر ۱۹۹۹ کشف شد.